# Buellia fertilis
Buellia fertilis är en lavart som beskrevs av Körb. 1862. Buellia fertilis ingår i släktet Buellia och familjen Caliciaceae.   Inga underarter finns listade i Catalogue of Life.